# Schädigungsmechanik
Die Schädigungsmechanik beschreibt im Rahmen der Kontinuumsmechanik die Materialeigenschaften einer Struktur, die infolge einer Werkstoffschädigung verändert wurden.
Ziel der Schädigungsmechanik ist es, die im Mikrobereich ablaufenden Schädigungsvorgänge im Materialmodell zu erfassen, während die daraus im Makrobereich resultierenden Risse durch die Bruchmechanik beschrieben werden.
Darauf aufbauend kann für technische Konstruktionen, deren Werkstoffe in der Betriebszeit Schädigungsprozessen unterliegen, die Tragfähigkeit bewertet bzw. die Lebensdauer vorhergesagt werden.

## Übersicht

Schema zur Bildung, Wachstum und Koaleszenz von Hohlräumen im Werkstoff, die zur Initiierung von Makrorissen führen kann

Im Allgemeinen enthalten reale Materialien bereits im unbelasteten Zustand mikroskopische Defekte und Inhomogenitäten, welche die makroskopische Festigkeit des betreffenden Bauteils entscheidend beeinflussen können. Diese mikroskopischen Materialstörungen können z. B. in Metallen in Form von Mikrohohlräumen (z. B. Lunkern), Mikrorissen, Einschlüssen und Ausscheidungen auftreten. Die Anzahl, Größe und Verteilung dieser Mikrodefekte im Matrixmaterial, der eigentlich tragenden Struktur, sind für die auftretenden mikromechanischen Schädigungsprozesse signifikant. Als Maß für die Werkstoffschädigung kann dabei das entsprechende Hohlraumvolumen angesehen werden.
Wird das Bauteil durch eine äußere Belastung beansprucht, so vergrößern sich die Mikrohohlräume und -risse weiter und wachsen letztlich zusammen, während sich in Gegenden mit hoher Spannungskonzentration, z. B. an Einschlüssen, neue Mikrohohlräume bilden können. Am Ende dieser Strukturschädigung im Werkstoff steht der vollständige Verlust der Materialbindung und infolge der Materialtrennung bildet sich ein makroskopischer Riss.
Die Modelle der Schädigungsmechanik sind in der Lage, diese Prozesse mittels phänomenologisch oder mikromechanisch begründeter Schädigungsgesetze zu beschreiben. Bekannte Materialmodelle sind z. B. das Gurson-Modell und das Rousselier-Modell, welche von kugelförmigen Hohlräumen ausgehen, die im Matrixmaterial verteilt sind.